# GNU Interpreter for Java
A GNU Interpreter for Java (GIJ) egy Java virtuális gép bájtkód interpreter a Java programozási nyelvhez.
Része a GNU Compiler for Java azaz a GCJ-nek. A GCJ egy fordító, amely kiegészítője a GIJ-nek.

## Fordítás
Ez a szócikk részben vagy egészben  a   GNU Interpreter for Java című angol Wikipédia-szócikk ezen változatának fordításán alapul.  Az eredeti cikk szerkesztőit annak laptörténete sorolja fel. Ez a jelzés csupán a megfogalmazás eredetét és a szerzői jogokat jelzi, nem szolgál a cikkben szereplő információk forrásmegjelöléseként.